# Dave Donkervoort
Dave Donkervoort, eigenlijk David Rouw (Wijchen, 17 februari 1962) is een Nederlands radio-dj. Hij verwierf bekendheid als sidekick van Tom Mulder op Radio 10 FM.

## Loopbaan

### Piratenradio
Donkervoort begon bij Radio Keizerstad in Nijmegen en Radio Exclusief. Nadat de overheid in 1985 Radio Exclusief definitief het zwijgen had opgelegd, kwam hij terecht bij Delta Radio, destijds een van de grootste piraten in het oosten van het land. Na Delta Radio kwam hij in 1988 terecht bij Hitradio Bako (Super 106) in België. 

### Radio 10
Donkervoort begon zijn professionele carrière bij Radio 10. Toen in 1989 Ron Sterrenburg vertrok bij Radio 10 nam Donkervoort zijn plek over en presenteerde daar een nachtprogramma. Donkervoort presenteerde vervolgens vele programma's op Radio 10 FM. Zo maakte hij het ochtendprogramma (Hits in de Spits) en in 2003 deed hij enige tijd het middagprogramma. In datzelfde jaar werd de programmering, met oog op de aanstaande veiling van FM-frequenties, gewijzigd en presenteerde hij samen met Tom Mulder het ochtendprogramma Tom & Dave in de Morgen. Na het mislopen van de FM-frequentie werd de programmering opnieuw gewijzigd en presenteerde Donkervoort lange tijd een programma tussen 14.00 en 18.00 uur en later tussen 16.00 en 19.00 uur. Een bekend onderdeel dat hij enige tijd in de middag presenteerde was de Filmquiz, waarin hij een klein fragment liet horen van een bekende film en luisteraars moesten raden uit welke film het fragment kwam. Hier kon 50 euro mee worden verdiend.

### 100% NL
In 2006 verliet Donkervoort Radio 10 Gold en vertrok naar 100% NL, waarvan Herbert Visser inmiddels de eigenaar was geworden. Hier presenteerde hij onder het pseudoniem ADHDave het ochtendprogramma verwijzend naar het feit dat hij zelf ADHD heeft. Door wijzigingen bij het station heeft Donkervoort enige tijd ook een programma gemaakt tussen 17.00 en 19.00 uur en later ook het ochtendprogramma nog alleen gemaakt. Halverwege 2008 werd bekend dat 100% NL zijn programmering aanpaste. Het programma van Donkervoort kwam hiermee te vervallen. Wel is hij nog steeds werkzaam voor het station.

### Lokale radio
Sinds 1 april 2016 is Donkervoort weer te horen op de radio, met zijn wekelijkse programma HadieDave. Dit programma wordt syndicated uitgezonden op diverse lokale omroepen in Nederland. 

## Trivia
- Donkervoort heeft een grote liefde voor zwarte muziek. Dit was vooral hoorbaar bij het in 1984 opgerichte Radio Exclusief, waar hij de Disco Dance Top 50 op zaterdagmiddag presenteerde.
- In 2013 was Donkervoort werkzaam met Rapper Sjors als producer.
- Donkervoort runt in Arnhem zijn bedrijf Purple Studio. Muzikanten nemen daar hun muziek op.